# Kwadrat (kwartet smyczkowy)
Kwadrat – kwartet smyczkowy, który brał udział w nagraniach znanych polskich wykonawców (m.in. Voo Voo).

## Muzycy
- Grzegorz Lalek - skrzypce
- Marta Orzęcka - skrzypce
- Roman Protasik – altówka
- Patryk Rogoziński - wiolonczela.

## Dyskografia
- 2001 Voo Voo Płyta z muzyką
- 2001 Fisz Na wylot - utwór Tajemnica
- 2002 Tytus, Romek i A’Tomek wśród złodziei marzeń w utworach Marzeniowóz, Szaruga, Omal nie pękła mi łepetyna, Złodzieje marzeń, Skrzypki wolne
- 2004 Dzieci z Brodą Czuwaj wiaro!
- 2005 Maria Peszek miasto mania
- 2006 Novika Tricks of Life